# 町田宗鳳
町田 宗鳳（まちだ そうほう、1950年-）は、日本の宗教学者。都留文科大学特任教授。天台宗の僧侶。広島大学名誉教授。専攻は、比較宗教学、比較文明論。

## 来歴・人物
京都府京都市出身。14歳の時に出家し、大徳寺にて修行に励む。34歳の時に大徳寺を離れ渡米し、ハーバード大学神学部で神学修士号、ペンシルバニア大学東洋学部で博士号をそれぞれ取得。1990年プリンストン大学東洋学部助教授、1998年シンガポール国立大学大学日本学部准教授、2001年東京外国語大学留学生日本語教育センター教授、2007年広島大学大学院総合科学研究科教授、広島大学環境平和学プロジェクト研究センター所長、広島大学平和科学研究所兼任研究員。この間、東京大学、名古屋大学、東京医科歯科大学、聖心女子大学、国際連合大学等非常勤講師、国際教養大学客員教授、早稲田大学国際言語文化研究所招聘研究員等を兼任。2016年3月に広島大学を定年退職し名誉教授、都留文科大学特任教授、日本宗教学会評議員。 
学問的活動以外に、「風の集い」「ありがとう断食セミナー」「そうほう塾」などを開き、「ありがとう禅」というセラピー的効果のある瞑想法の普及に努めている。

## 主な著作

### 単著
- 『エロスの国・熊野』（法蔵館、1996年）
- 『法然―世紀末の革命者』（法蔵館、1997年）
- 『法然対明恵鎌倉仏教の宗教対決』（講談社選書メチエ、1998年）
- 『〈狂い〉と信仰―狂わなければ救われない』（PHP新書、1999年）
- 『縄文からアイヌへ―感覚的叡知の系譜』（せりか書房、2000年）
- 『文明の衝突を生きる―グローバリズムへの警鐘』（法蔵館、2000年）
- 『「野性」の哲学―生きぬく力を取り戻す』（ちくま新書、2001年）
- 『山の霊力-日本人はそこに何を見たか-』（講談社選書メチエ、2003年）
- 『なぜ宗教は平和を妨げるのか―「正義」「大義」の名の下で』（講談社＋α新書、2004年）
- 『身軽にいきましょうや―中年からのスピリチュアル・ライフ』（説話社、2004年）
- 『ドクター・マッチーのI LOVE ME―もっと自分を愛してあげて』（ハート出版、2004年）
- 『前衛仏教論―〈いのち〉の宗教への』（ちくま新書、2004年）
- 『「グレート・スピリット」の教え―先住民族に伝わる賢者たちの言葉』（佼成出版社、2005年）
- 『人類は「宗教」に勝てるか―一神教文明の終焉』（NHKブックス、2007年）
- 『愚者の知恵-トルストイ「イワンの馬鹿」という生き方』（講談社＋α新書、2008年）
- 『教育は壮大な実験である―“いのち”に向き合う』（金子書房、2009年）
- 『法然の涙』（講談社、2010年）※小説
- 『法然・愚に還る喜び―死を超えて生きる』（NHKブックス、2010年）
- 『あなたを救う「法然」のことば』（角川文庫、2011年）
- 『ニッポンの底力』（講談社＋α新書、2011年）
- 『異端力――規格外の人物が時代をひらく』（祥伝社新書、2012年）
- 『人の運は「少食」にあり-「プチ断食」がカラダとココロに効く理由』（講談社＋α新書、2013年）
- 『光りの海―死者のゆくえ』（法藏館、2014年）
- 『森女と一休』（講談社、2014年）
- 『こころと体が軽くなる「ありがとう禅」』（角川学芸出版、2015年）
- 『死者は生きている: 「見えざるもの」と私たちの幸福』（筑摩書房、2016年）
- 『「ありがとう禅」が世界を変える』（春秋社、2018年）
- 『山の霊力』（山と溪谷社、2018年）

### 共著
- 『宗教 (21世紀へのキーワード インターネット哲学アゴラ 1)』（中村雄二郎との共著・岩波書店、1998年）
- 『「生きる力」としての仏教』（上田紀行との共著・PHP新書、2006年）
- 『観音の光に包まれて』（大原弘盟との共著・春秋社、2008年）
- 『法然の「ゆるし」 とんぼの本 仏教入門』（梅原猛との共著・新潮社、2011年）
- 『｢ありがとうを言う｣と超健康になる』（森美智代との共著・マキノ出版、2011年）
- 『無意識との対話　身心を見つめなおす　こころをよむ』（日本放送協会共編・NHK出版、2017年6月）。放送テキスト